# Govenia tequilana
Govenia tequilana är en orkidéart som beskrevs av Robert Louis Dressler och Eric Hágsater. Govenia tequilana ingår i släktet Govenia och familjen orkidéer. Inga underarter finns listade i Catalogue of Life.